# Zangeres Zonder Naam
Maria (Mary) Servaes-Bey (Leiden, 5 augustus 1919 – Horn, 23 oktober 1998) was een Nederlandse zangeres. Zij vertolkte onder de artiestennaam Zangeres Zonder Naam decennialang het Nederlandse levenslied, hetgeen haar de bijnaam 'Koningin van het Levenslied' opleverde.
Tot haar grootste successen behoren: Ach vaderlief, toe drink niet meer (1959), De blinde soldaat (1962), Mexico (1969, 1986), Het soldaatje (de vier raadsels) (1971), Mandolinen in Nicosia (1972), Keetje Tippel (1975), Rock around the clock (met Normaal, 1987),  't Was aan de Costa del Sol (1975) en Vragende kinderogen (1982). In totaal nam ze meer dan 550 liedjes op en verkocht ze meer dan 17 miljoen geluidsdragers.

## Levensloop
Mary Servaes werd geboren in Leiden als Maria (Rietje) Beij. Ze was de achtste in een arbeidersgezin van tien kinderen en had geen gemakkelijke jeugd. Toen ze drie was, maakte ze een lelijke val waardoor ze een heup brak. Het breukherstel bleef tien jaar lang aanslepen en ze hield de rest van haar leven last van haar heupen.
Haar bekering tot het rooms-katholicisme leidde tot een breuk met haar vader. Haar moeder was zelf gelovig, maar haar vader verbood het geloof in huis. Ze woonde in de oorlogsjaren een tijdje bij haar zus in Kampen en later bij haar broer in Maastricht, waar ze haar echtgenoot de Maastrichtenaar Sjo Servaes (1923-1990) ontmoette die werkzaam was als metaalbewerker en later chauffeur zou worden. Zij trouwden in 1948.
In Maastricht trad ze als zangeres op in cafés. Voor een bevriende zanger verzorgde ze in 1957 de achtergrondzang op een demo van het nummer Loeënde klokken, die uiteindelijk bij Johnny Hoes belandde. Van de zanger op de opname was Hoes niet erg onder de indruk maar hij vond het kinderstemmetje op de achtergrond erg bijzonder. Nadat hem werd verteld dat de stem op de demo niet van een kind was, maar van een 37-jarige vrouw, nodigde hij Mary uit voor een auditie. Ze kreeg op 19 april 1957 (verjaardag van Hoes) een platencontract aangeboden. Ze zong hierop haar eerste single, Kindergebed, die niet slecht verkocht voor een eerste single. Vanwege haar stemgeluid, waar Hoes geen naam voor had, verzon hij voor Mary de artiestennaam de Zangeres Zonder Naam. Wellicht vond hij daarvoor inspiratie bij de Franse zanger Roland Avellis, reeds voor de Tweede Wereldoorlog bekend als "Le chanteur sans nom". Verder was er in die jaren ook een Orkest Zonder Naam.
De eerste gouden single van de Zangeres verscheen in 1959: Ach vaderlief, toe drink niet meer. Het is de eerste uit een lange rij hits die de Zangeres tot in de jaren tachtig scoorde. De bemoeienis van cultuurdragers als Gerard Reve en Lucebert zorgde er in de jaren zeventig voor dat ze, behalve onder het traditionele levensliedpubliek, ook in kunstenaarskringen werd geroemd, zij het met de nodige camp-ironie. Toen Reve in oktober 1969 in de Allerheiligst Hart van Jezuskerk de P.C. Hooft-prijs ontving vroeg hij de zangeres voor een optreden tijdens de huldiging.

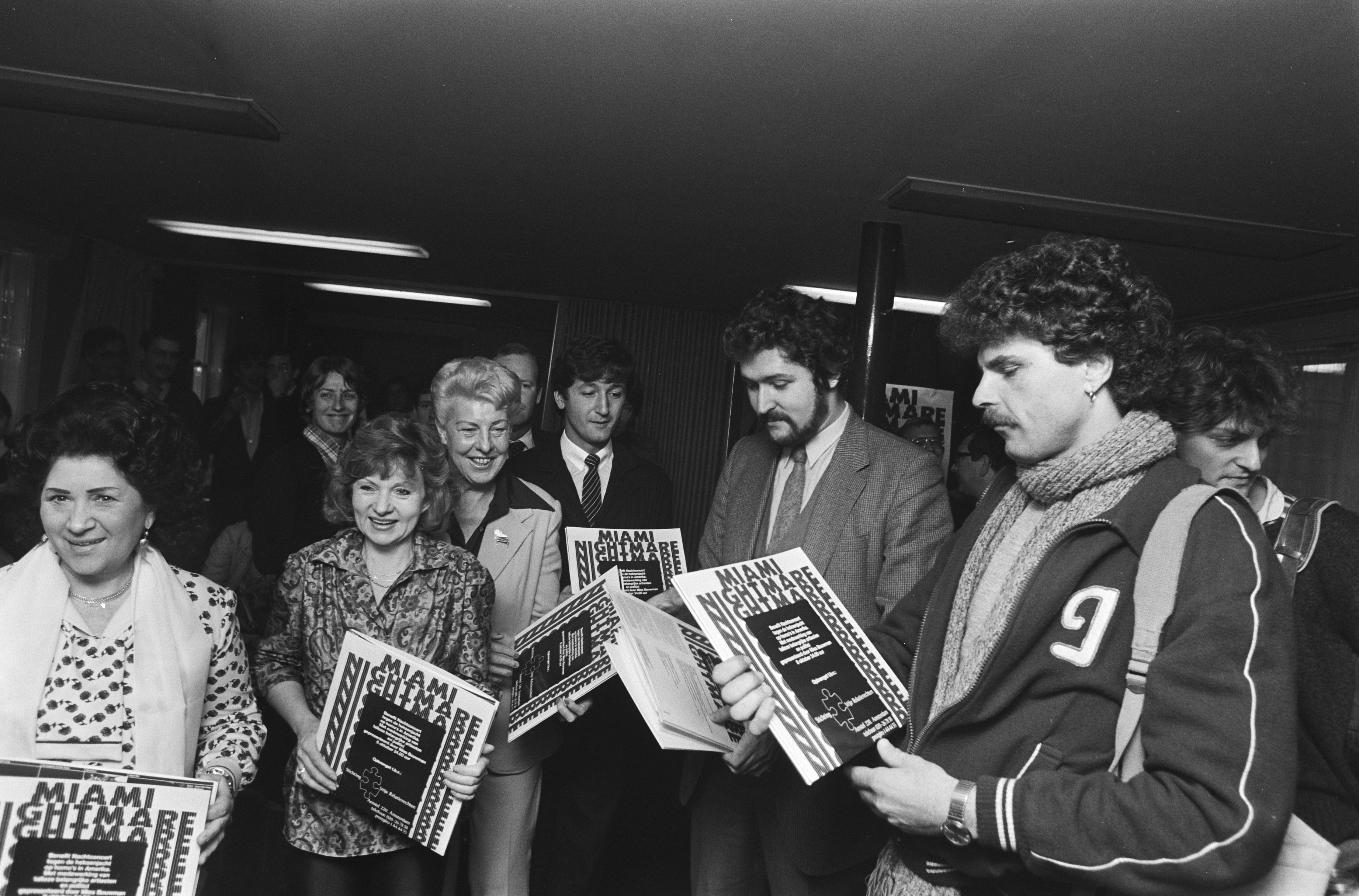
Presentatie van opname van Miami Nightmare (anti-Bryantmanifestatie). V.l.n.r. Zangeres Zonder Naam, Sylvia de Leur, Pia Beck, Manfred Langer, Henk Krol en Robert Long (1980)

Ook protestliederen waren de Zangeres niet vreemd. Zo nam ze in 1965 Hij was maar een neger (over racisme) op en vertolkte ze in 1969 De soldatenmoeder, door Lucebert geschreven voor het experimentele schouwspel Poppetgom, dat kritiek leverde op de Vietnamoorlog. Toen ze het in 1977 in een zelfgeschreven tekst tegen de Amerikaanse anti-homorechtenactiviste Anita Bryant opnam (Luister Anita), was ook haar status als "Moeder aller homo's" in Nederland definitief gevestigd: "Maar beste vent hou gerust van je vriend, en strijd voor je rechten, desnoods ervoor vechten. Waar ze jou van beschuldigt heb jij niet verdiend."
In 1975 brak de Zangeres met Johnny Hoes. Het leverde een lang juridisch proces op waarin ze financieel aan het kortste eind trok. Ze zou na die tijd alleen nog in verbitterde termen over Hoes spreken. Eind jaren '70 ontfermde Jack de Nijs zich over haar en schreef en produceerde een twintigtal liedjes, die werden uitgebracht door platenmaatschappij EMI, waarvan de single getiteld Jongen in april 1980 de Nederlandse top 40 bereikte. Gedurende de jaren tachtig bleef ze bescheiden hits scoren tot ze in 1986 een inmiddels legendarisch optreden verzorgde in de Amsterdamse rocktempel Paradiso. De op die avond opgenomen versie van haar jaren-zestighit Mexico werd een groot succes en leverde de Zangeres een nieuwe generatie fans op. Ze verzorgde hierna ook optredens in discotheken en nam een single op met de groep Normaal. Beide singles behaalden een top-10 notering. Voor haar lp Live in Paradiso ontving ze in 1987 een Edison. Dit alles vormde de opmaat tot haar afscheidsconcert in Tilburg op 31 december van dat jaar. Haar afscheidsalbum Bedankt lieve mensen werd goud en ook de singles Mijn leven en Braziliaanse nachten werden bescheiden hits. In juni 1988 kreeg ze de erepenning van de stad Leiden, wegens haar onnavolgbare vertolkingen van het levenslied.
De Zangeres wilde na haar afscheid samen met Sjo Servaes van haar oude dag genieten, wat echter werd verhinderd door de plotselinge dood van haar echtgenoot, thuis in Stramproy op 26 augustus 1990. Servaes bracht de laatste jaren van haar leven door in haar huis in Stramproy en liet herhaaldelijk merken hoezeer ze haar echtgenoot en haar publiek miste. In 1993 kwam ze daarom nog een keer terug op de bühne en bracht het album Eenmaal in je leven uit. De gelijknamige single werd haar laatste hit.
In 1994 werd nog eenmaal een feest gehouden, ter gelegenheid van haar 75ste verjaardag. Ze moest vanwege Parkinson opgenomen worden in een verzorgingstehuis in Horn, waar ze op 79-jarige leeftijd aan een hartstilstand overleed. Servaes-Bey werd in hetzelfde stapelgraf als haar man begraven op het kerkhof van de Sint-Willibrorduskerk in Stramproy. Later werd bekend dat de zangeres berooid is overleden, testamenten en spaarbankboekjes waren verdwenen.

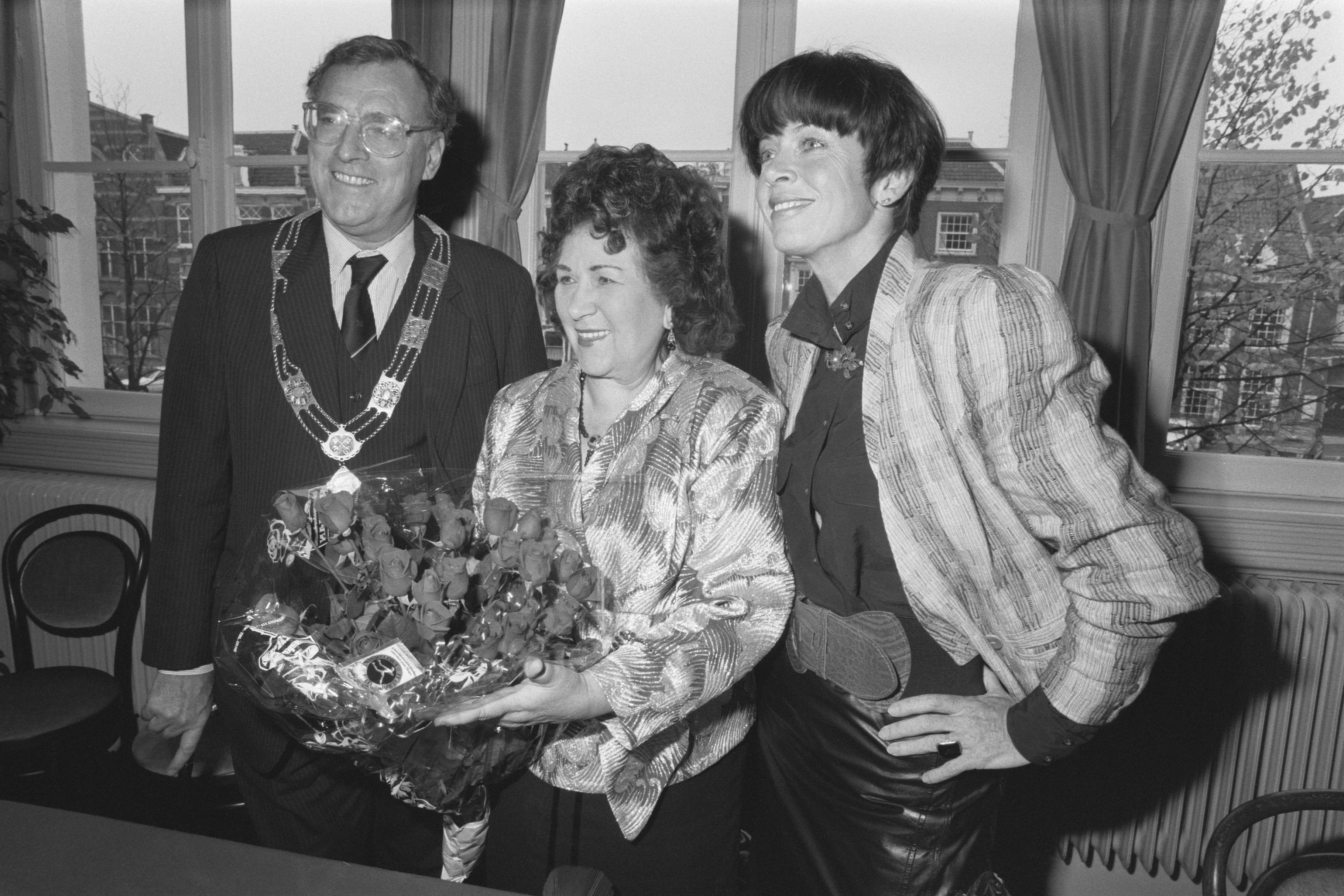
De Zangeres Zonder Naam bij haar afscheid, tussen Burgemeester Kees Goekoop van Leiden en Sonja Barend

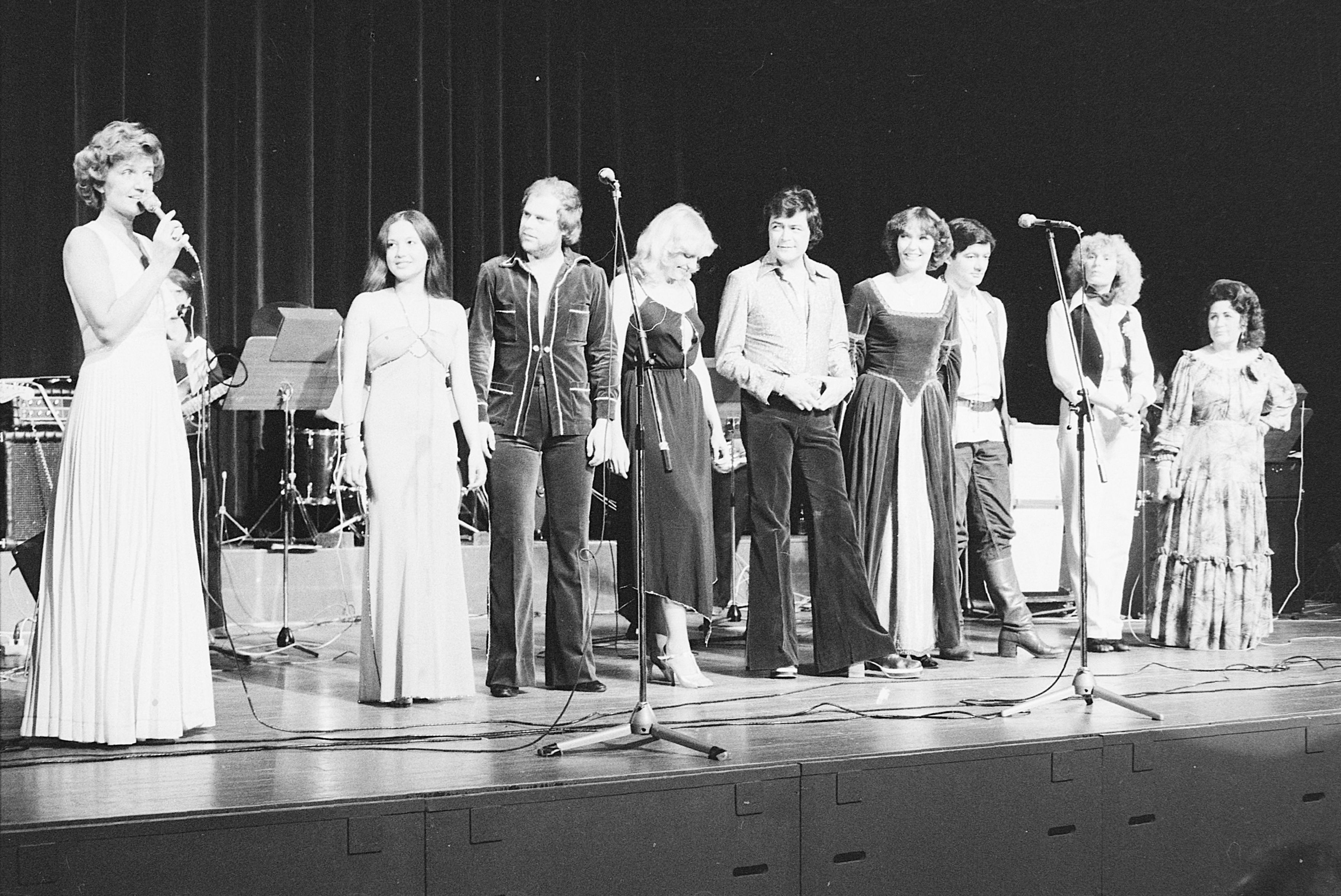
Oranjegala (1978) met v.l.n.r. Mieke Telkamp, Oscar Benton tussen Barbara en Eefje, Jack Jersey, Olivia en David (Hutchinson en Brown), Debbie, de Zangeres Zonder Naam en het J & R Showorkest in de Stadsschouwburg Haarlem

## Na haar dood
Tijdens haar lange carrière was de Zangeres voor veel mensen uitgegroeid tot een symbool van hoop en liefde. Haar dood kwam voor fans dan ook hard aan. Duizenden mensen reisden naar Stramproy om afscheid van haar te nemen. Onder de gasten in de kerk bevond zich een aantal bekende collega's, waaronder Albert West, Trea Dobbs, Pierre Kartner en de Vlaamse ster Eddy Wally. Zevenhonderd aanwezigen gaven haar een minutenlange staande ovatie. Marianne Weber vertolkte het lied waarmee de Zangeres in 1987 afscheid nam: Mijn Leven (My Way).
De Zangeres Zonder Naam wordt beschouwd als een van de belangrijkste iconen die het Nederlandse levenslied heeft opgeleverd. In haar carrière verkocht ze meer dan 17 miljoen platen. Daarmee behoort ze tot een van de meest succesvolle artiesten uit de Nederlandse muziekgeschiedenis.
In 1999 werd een groot deel van haar inboedel geveild ten bate van diverse goede doelen.

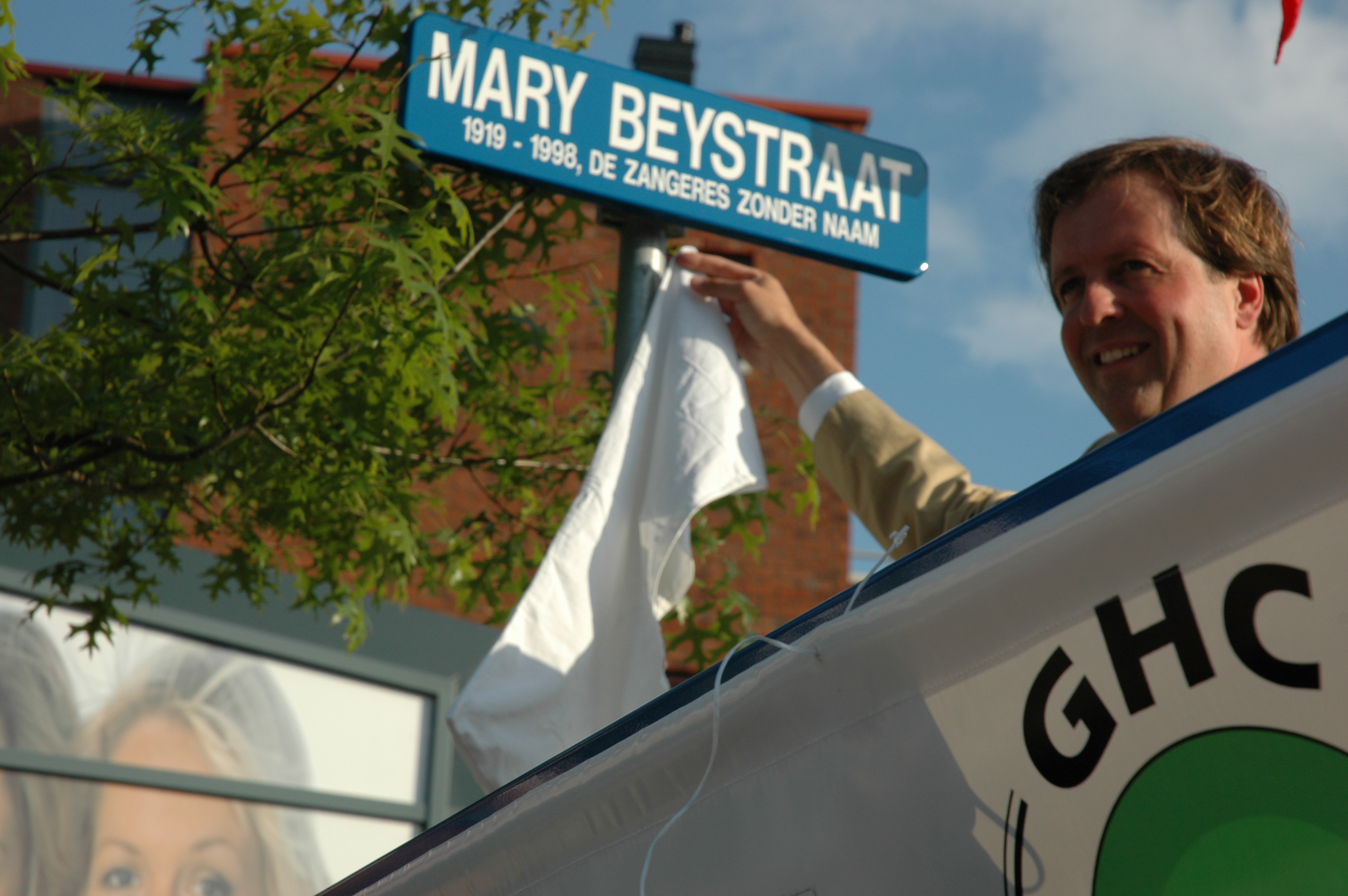
Mary Beystraat (met Alexander Pechtold)

Op 18 mei 2007 werd in haar geboorteplaats Leiden de Mary Beystraat officieel geopend. Het straatje in de Leidse nieuwbouwwijk (2007 – 2008) ontbeerde lange tijd een straatnaambordje, hoewel deze 'Straat Zonder Naam' wellicht erg toepasselijk was. Neef Willem Bey nam het voortouw voor de opening, die werd verricht door oud-minister en oud-wethouder van Leiden Alexander Pechtold.
In januari 2010 verscheen het boek Sterven Zonder Naam van Ben Holthuis en co-auteur Frank Wouters (ISBN 9789085109013). Het handelt over de trieste laatste jaren van de Zangeres Zonder Naam. Naar aanleiding van het boek werden door kamerleden Pechtold en Ine Aasted-Madsen kamervragen gesteld over het falende beschermingsbewind.
In 2011 maakte De Graaf & Cornelissen Producties een musical over het leven van de Zangeres Zonder Naam. De musical liep tot april 2012.

## Discografie

### Albums
| Album met eventuele hitnotering(en) in de Nederlandse Album Top 100 | Datum van verschijnen | Datum van binnenkomst | Hoogste positie | Aantal weken | Opmerkingen        |
| ------------------------------------------------------------------- | --------------------- | --------------------- | --------------- | ------------ | ------------------ |
| Als Ierse kinderen huilen                                           | 1974                  | 7 september 1974      | 38              | 3            |                    |
| Keetje Tippel en andere liedjes uit het rosse leven                 | 1975                  | 14 juni 1975          | 40              | 3            |                    |
| Daar ben ik weer!                                                   | 1977                  | 22 oktober 1977       | 39              | 3            |                    |
| Live in Paradiso                                                    | 1986                  | 1 november 1986       | 27              | 12           | Livealbum/Goud     |
| Bedankt lieve mensen                                                | 1988                  | 2 januari 1988        | 12              | 11           | Verzamelalbum/Goud |
| Grootste successen                                                  | 1993                  | 20 maart 1993         | 30              | 9            | Verzamelalbum      |
| De koningin van het levenslied                                      | 1993                  | 27 maart 1993         | 27              | 13           | Verzamelalbum      |
| Mijn leven                                                          | 2004                  | 20 maart 2004         | 76              | 2            | Verzamelalbum      |
| Vergeten liedjes                                                    | 2010                  | 30 januari 2010       | 21              | 7            | Verzamelalbum      |
| Haar allergrootste hits                                             | 2010                  | 6 maart 2010          | 66              | 2            | Verzamelalbum      |

### Singles
| Single met hitnotering(en) in oude hitlijsten | Datum van verschijnen | Datum van binnenkomst | Hoogste positie | Aantal maanden | Opmerkingen                        | Bron                                      |
| --------------------------------------------- | --------------------- | --------------------- | --------------- | -------------- | ---------------------------------- | ----------------------------------------- |
| Omdat...                                      | 1957                  | -                     |                 |                |                                    |                                           |
| Vroeg of laat                                 | 1957                  | -                     |                 |                |                                    |                                           |
| De tijd zal leren                             | 1958                  | -                     |                 |                |                                    |                                           |
| Ach vaderlief                                 | 1959                  | maart 1959            | 10              | 2              | Goud                               | Muziek Expres Nr. 13 in de Single Top 100 |
| Bloeiende twijgen                             | 1959                  | december 1959         | 20              | 1              | Goud                               | Muziek Parade Nr. 20 in de Single Top 100 |
| De meid van de straat                         | 1962                  | februari 1962         | 22              | 2              |                                    | Muziek Expres                             |
| De blinde soldaat                             | 1962                  | maart 1962            | 8               | 8              |                                    | Muziek Expres Nr. 9 in de Single Top 100  |
| De bedelaar van Parijs                        | 1962                  | juli 1962             | 24              | 1              | met Jerry Bey als Jerry & Mary Bey | Muziek Expres                             |
| Rij voorzichtig…                              | 1962                  | december 1962         | 19              | 3              |                                    | Muziek Expres                             |

| Single met eventuele hitnotering(en) in de Nederlandse Top 40 | Datum van verschijnen | Datum van binnenkomst | Hoogste positie | Aantal weken | Opmerkingen                            |
| ------------------------------------------------------------- | --------------------- | --------------------- | --------------- | ------------ | -------------------------------------- |
| De voddenraper van Parijs                                     | 1965                  | 13 februari 1965      | 40              | 1            | met Johnny Hoes als Johnny & Mary      |
| Jongens van 18 jaar                                           | 1966                  | 10 september 1966     | 20              | 13           |                                        |
| Mexico                                                        | 1969                  | 25 oktober 1969       | 14              | 7            | Goud Nr. 20 in de Single Top 100       |
| Het soldaatje (De vier raadsels)                              | 1971                  | 2 oktober 1971        | 5               | 12           | Nr. 3 in de Single Top 100             |
| Mandolinen in Nicosia                                         | 1972                  | 5 augustus 1972       | 4               | 16           | Goud Nr. 6 in de Single Top 100        |
| Zwarte slaven (Slavenkoor)                                    | 1972                  | 16 december 1972      | 23              | 9            | Nr. 26 in de Single Top 100            |
| Balalaika                                                     | 1973                  | 9 juni 1973           | 20              | 7            | Nr. 13 in de Single Top 100            |
| De bruid des doods                                            | 1973                  | 22 september 1973     | 10              | 8            | Nr. 6 in de Single Top 100             |
| Een moederhart                                                | 1974                  | 9 februari 1974       | tip20           | -            |                                        |
| Vissers van Capri                                             | 1974                  | 27 april 1974         | tip6            | -            |                                        |
| Het parelsnoer                                                | 1974                  | 17 augustus 1974      | tip4            | -            |                                        |
| De laatste roos                                               | 1974                  | 7 december 1974       | tip21           | -            |                                        |
| Keetje Tippel                                                 | 1975                  | 5 april 1975          | 10              | 8            | Goud Nr. 4 in de Single Top 100        |
| ’t Was aan de Costa del Sol                                   | 1975                  | 2 augustus 1975       | 26              | 5            | Goud Nr. 22 in de Single Top 100       |
| In Hamburg                                                    | 1975                  | 25 oktober 1975       | 15              | 6            | Nr. 16 in de Single Top 100            |
| Onder ’n brug van Parijs                                      | 1976                  | 28 februari 1976      | tip20           | -            | met Jerry Bey als Jerry & Mary Bey     |
| Weet je waarom ik huil                                        | 1977                  | 15 oktober 1977       | 25              | 5            | Nr. 28 in de Single Top 100            |
| In eenzame nachten                                            | 1978                  | 9 september 1978      | tip7            | -            | Nr. 41 in de Single Top 100            |
| In de haven klinkt een lied                                   | 1978                  | 2 december 1978       | tip10           | -            | Nr. 48 in de Single Top 100            |
| In Santo Domingo                                              | 1979                  | 6 oktober 1979        | tip13           | -            | Nr. 42 in de Single Top 100            |
| Jongen                                                        | 1980                  | 12 april 1980         | 34              | 3            | Nr. 30 in de Single Top 100            |
| Denk toch heel goed na                                        | 1982                  | 1 mei 1982            | 34              | 4            | Nr. 24 in de Single Top 100            |
| Vragende kinderogen                                           | 1982                  | 4 december 1982       | 32              | 3            | Nr. 27 in de Single Top 100            |
| Ik zal altijd van je houden (Zorgenkind)                      | 1983                  | 28 mei 1983           | -               | -            | Nr. 45 in de Single Top 100            |
| Komt de liefde in gevaar                                      | 1986                  | 3 mei 1986            | tip17           | -            | Nr. 46 in de Single Top 100            |
| Mexico (Live)                                                 | 1986                  | 1 november 1986       | 4               | 10           | Nr. 3 in de Single Top 100             |
| Rock around the clock                                         | 1986                  | 20 december 1986      | 13              | 5            | met Normaal Nr. 3 in de Single Top 100 |
| Mijn leven                                                    | 1988                  | 9 januari 1988        | 26              | 4            | Goud Nr. 24 in de Single Top 100       |
| Braziliaanse nachten                                          | 1988                  | 2 april 1988          | -               | -            | Nr. 85 in de Single Top 100            |
| Eenmaal in je leven                                           | 1993                  | 10 april 1993         | 29              | 4            | Nr. 18 in de Single Top 100            |

| Single met hitnotering(en) in de Vlaamse Ultratop 50 | Datum van verschijnen | Datum van binnenkomst | Hoogste positie | Aantal weken | Opmerkingen |
| ---------------------------------------------------- | --------------------- | --------------------- | --------------- | ------------ | ----------- |
| De bedelaar van Parijs                               | 1962                  | 1 februari 1962       | 9               | 12           |             |
| Mexico                                               | 1969                  | 29 november 1969      | 13              | 4            |             |
| Het soldaatje (de vier raadsels)                     | 1971                  | 30 oktober 1971       | 17              | 6            |             |
| Mandolinen in Nicosia (lied van de druivenplukkers)  | 1972                  | 2 september 1972      | 10              | 12           |             |
| De bruid                                             | 1973                  | 13 oktober 1973       | 11              | 7            |             |
| Keetje Tippel                                        | 1975                  | 26 april 1975         | 7               | 9            |             |
| Mexico (live)                                        | 1986                  | 20 december 1986      | 19              | 4            |             |
| Rock around the clock                                | 1987                  | 3 januari 1987        | 30              | 3            | met Normaal |

### NPO Radio 2 Top 2000
| Nummer met noteringen in de NPO Radio 2 Top 2000 | '99 | '00 | '01  | '02  | '03  | '04  | '05  | '06  | '07  | '08  | '09  | '10  | '11  |
| ------------------------------------------------ | --- | --- | ---- | ---- | ---- | ---- | ---- | ---- | ---- | ---- | ---- | ---- | ---- |
| Mexico                                           | 778 | -   | 1291 | 1129 | 1741 | 1388 | 1596 | 1799 | 1590 | 1605 | 1640 | 1754 | 1465 |

1. ↑  Een '-' betekent dat het nummer niet was genoteerd en een vetgedrukt getal geeft de hoogste notering aan.
2. ↑  Deze tabel is bijgewerkt tot en met de laatste editie (2024).

### Dvd's
| Dvd's met hitnoteringen in de Nederlandse Music Top 30 | Datum van verschijnen | Datum van binnenkomst | Hoogste positie | Aantal weken | Opmerkingen |
| ------------------------------------------------------ | --------------------- | --------------------- | --------------- | ------------ | ----------- |
| De onvergetelijke                                      | 2010                  | 6 maart 2010          | 3               | 14           |             |